# Carreira (Ribeira)
Carreira (llamada oficialmente San Paio de Carreira) es una parroquia y un lugar español del municipio de Ribeira, en la provincia de La Coruña, Galicia.

## Localización
El centro urbano de la parroquia, localizado en Campos, dista 3 km de Santa Uxía de Ribeira, centro administrativo del municipio, y 65 km de Santiago de Compostela, capital de la comunidad autónoma de Galicia.

## Situación
Localizado en el extremo sur occidental de la provincia de La Coruña (España), en la comarca de Barbanza, el término parroquial de San Paio (Pelayo) de Carreira, se encuentra situado en el encuadre geográfico que se corresponde con el saliente occidental de la península de Barbanza donde se dividen las rías de Muros-Noia y Arousa. 

## Límites
Limita al norte con la parroquia de Artes, al este con las parroquias de Riveira y Castiñeiras, al sur con la parroquia de Aguiño y al oeste con el océano Atlántico.

## Geografía
El punto más elevado de Carreira es el monte de A Cidá con 213 m de altitud, punto este desde donde se puede observar la totalidad de la extensión del término parroquial y del municipio. 

## Clima
La altitud media es de 25 metros sobre el nivel del mar; su clima es templado, de tipo atlántico, resultante de la exposición directa a los vientos marinos. Asimismo la temperatura media anual ronda los 14,9 °C, siendo una de las más altas de Galicia, y las temperaturas extremas rondan los 0,5 °C en invierno y los 34,4 °C en verano.

## Historia
En el ámbito eclesiástico, la parroquia forma parte del Arciprestazgo de Postmarcos de Abaixo, diócesis de Santiago de Compostela. Entre los años 1820 y 1835, la parroquia fue constituida como Ayuntamiento Constitucional, integrándose en el de Ribeira después de la reforma administrativa del año 1833, vigente en la actualidad.

## Entidades de población
Entidades de población que forman parte de la parroquia:
- Graña (A Graña)
- Carreira
- Casalnovo
- Castro
- Frións
- Granxa (A Granxa)
- Vilar (O Vilar)
- Campos (Campos de Abaixo)
- Campos Arriba (Campos de Arriba)
- Capela (A Capela)
- Carreiriña
- Cubelo (Covelo)
- Cruce (O Cruce)
- Carretera de Xarás a Carreira (A Estrada)
- Filgueira (A Filgueira)
- Laxes
- Mámoa (A Mámoa)
- Montevixán
- Outeiro (O Outeiro)
- Parte ao Río (Parte ó Río)
- Pedriñas (As Pedriñas)
- Sabartán
- Sampaio (San Paio)
- Vixán
- Agro da Cuña
- A Aldea Vella
- As Bouzas
- Os Buxos
- As Cartas
- A Fieiteira
- Liboi
- Pé do Corniño
- A Pedrosa
- O Quinteiro
- A Revolta
- O Rueiro
- Sobreira

## Demografía

### Parroquia
| Gráfica de evolución demográfica de Carreira (parroquia) entre 2000 y 2019 |
|                                                                            |
| Datos según el nomenclátor publicado por el INE.                           |

### Lugar
| Gráfica de evolución demográfica de Carreira (lugar) entre 2000 y 2019 |
|                                                                        |
| Datos según el nomenclátor publicado por el INE.                       |

## Patrimonio
En el término parroquial se encuentran los restos de dos castros prerromanos; uno es el Castro de A Cidá, situado en la cumbre de este monte, y el otro es el Castro de Porto de Baixo, al lado de una hermosa cala de la cual recibe el nombre, y dentro de los terrenos que forman parte del parque natural del complejo dunar de Corrubedo.